# Escaneo de audiencia
El escaneo de audiencia ocurre cuando un rayo láser es dirigido hacia la gente, que observa un espectáculo o una exhibición láser. A pesar de que es necesario para algunos efectos, como el del túnel, es potencialmente peligroso debido a la exposición de los ojos a niveles dañinos del rayo láser. Es a menudo enfatizado su uso en la sincronización con la música del espectáculo.
Los efectos láser que tienen una participación de la gente, en este caso el escaneo de audiencia, son creados a través del movimiento rápido del rayo a través de la audiencia asegurando que la exposición de cualquiera sea muy pequeña. Sin embargo, si el mecanismo falla, es posible que exponga al público a la luz en niveles que pueden producir una lesión ocular.

## Regulación y aspectos legales

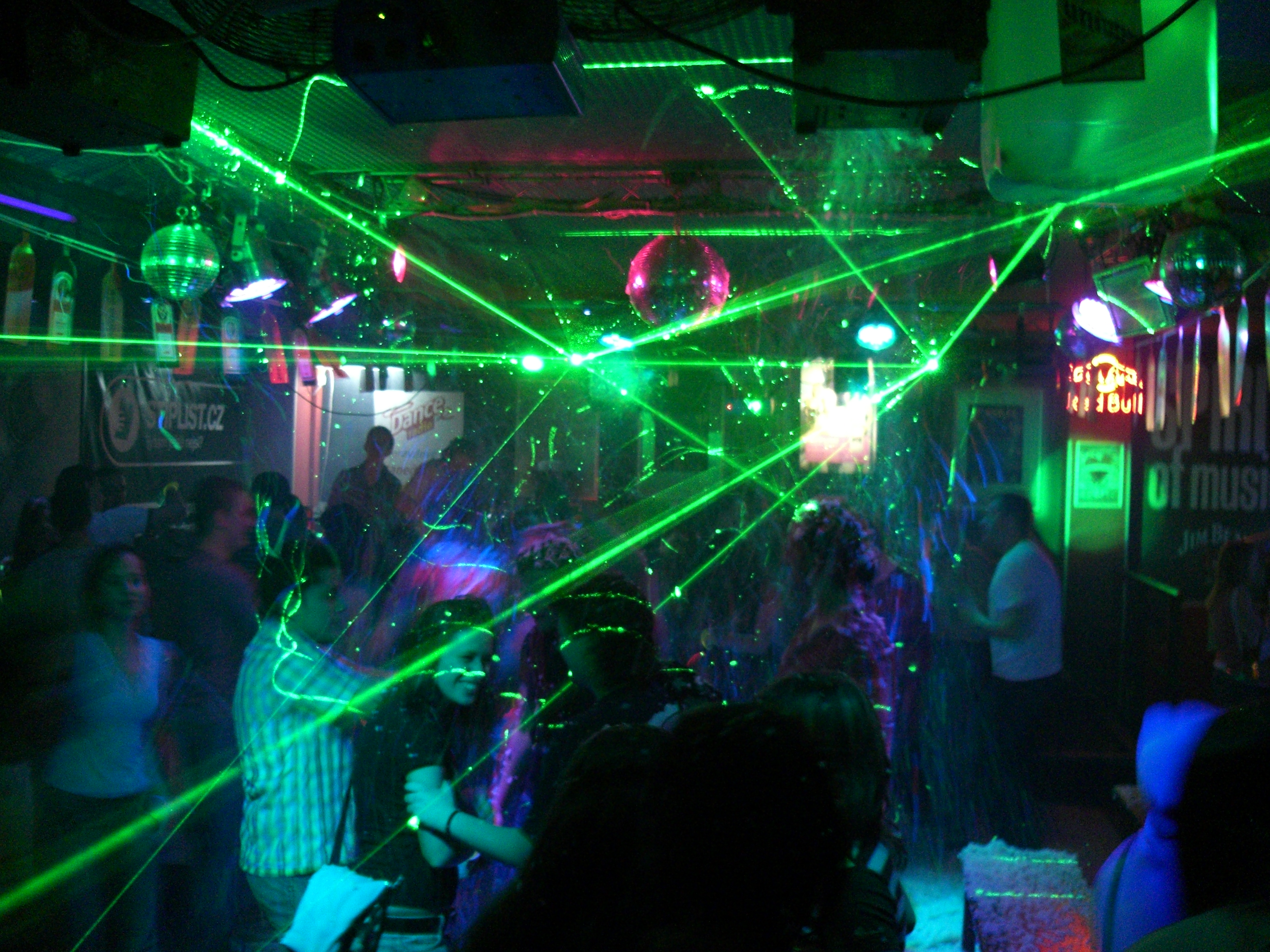
Efecto en un club de Praga, República Checa.

La legislación internacional concerniente a la legalidad de este efecto, varía dependiendo del país. El principal punto de regulación, es el de calcular los niveles de exposición recibida. La exposición máxima permisible (Maximum Permissible Exposure MPE) es esencialmente la misma en todo el mundo, pero algunos países son más conservadores en las estimaciones de la cantidad de luz recibida en los ojos. El escaneo de audiencia no es practicado ampliamente en los Estados Unidos, es mucho más aceptado en el Reino Unido, a pesar de que hubo un periodo de recesión en su uso. Por igual, en el resto de Europa, son muy utilizados.

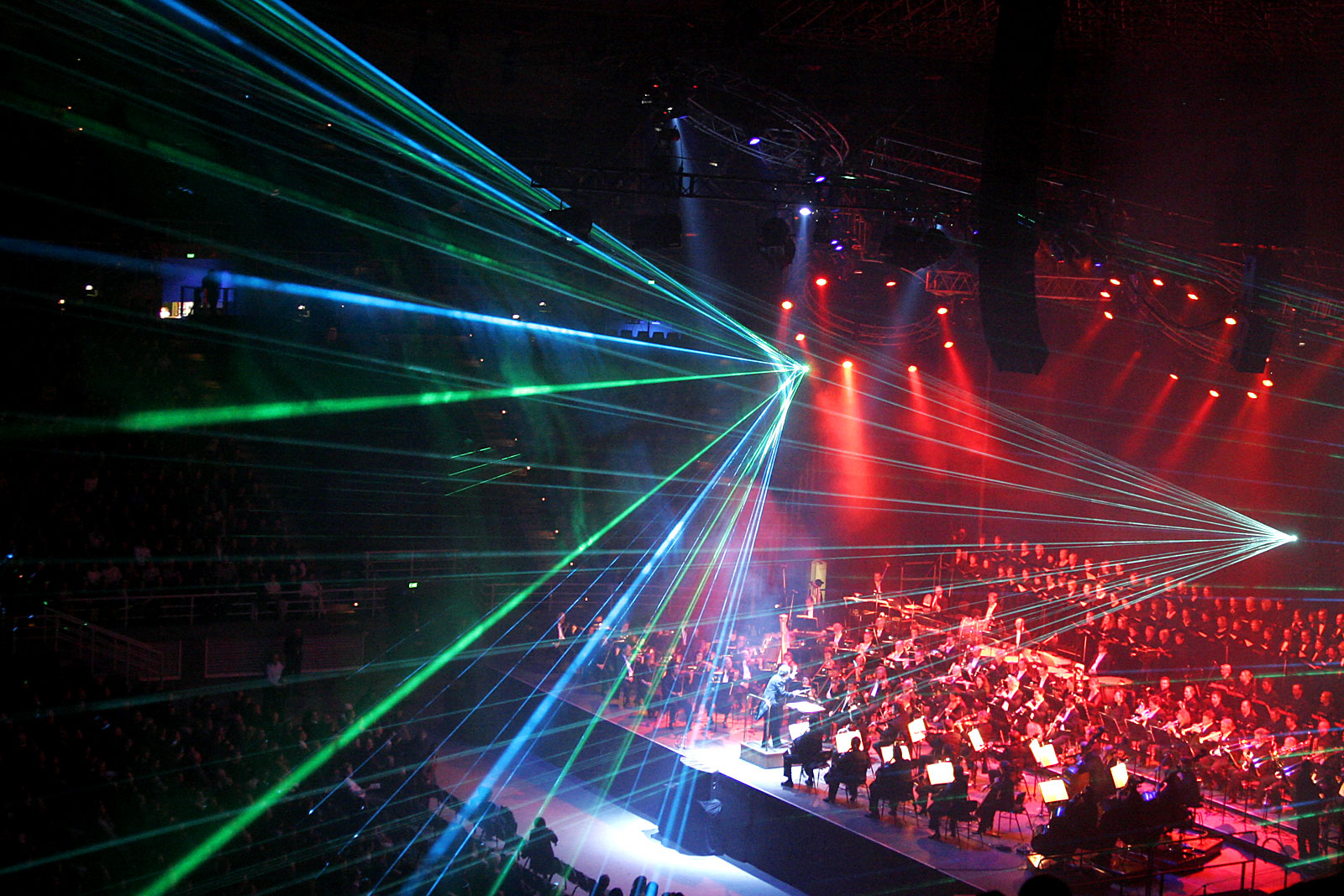
Iluminación artística diseñada por Durham Marenghi.